# Ян Андерсон
Ян Андерсон (на шведски: Janne Andersson) е бивш шведски футболист и настоящ треньор по футбол.

## Кариера

### Като треньор
От 1988 г. за една година е играещ треньор на Алетс. След това две години е помощник-треньор в Халмстад. Впоследствие сам поема Лахолмс. През 2000 г. се завръща в Халмстад, отново на позицията на помощник-треньор, като четири години по-късно застава начело на тима. През 2010 г. поема изпадналия във втора дивизия тим на Йоргрюте, като успява да го върне обратно в елитната дивизия. През 2011 г. поема юздите на току-що спечелилия промоция отбор на Норшьопинг. През сезон 2015 извежда Норшьопинг до първата титла в историята на клуба. Това се оказва достатъчно за да бъде назначен за треньор на националния отбор.

## Успехи

### Като треньор
Норшьопинг
- Шампион на Швеция (1): 2015